# Регюс
Регюс (фр. Régusse) — коммуна на юго-востоке Франции в регионе Прованс — Альпы — Лазурный берег, департамент Вар, округ Бриньоль, кантон Флейоск.
Площадь коммуны — 35,3 км², население — 1707 человек (2006) с выраженной тенденцией к росту: 2280 человек (2012), плотность населения — 65,0 чел/км².

## Население
Население коммуны в 2011 году составляло 2244 человека, а в 2012 году — 2280 человек.
| 1962 | 1968 | 1975 | 1982 | 1990 | 1999 | 2006 | 2011 | 2012 |
| ---- | ---- | ---- | ---- | ---- | ---- | ---- | ---- | ---- |
| 207  | 272  | 326  | 482  | 820  | 1137 | 1707 | 2244 | 2280 |

Динамика населения:

## Экономика
В 2010 году из 1209 человек трудоспособного возраста (от 15 до 64 лет) 655 были экономически активными, 554 — неактивными (показатель активности 54,2 %, в 1999 году — 45,0 %). Из 655 активных трудоспособных жителей работали 532 человека (288 мужчин и 244 женщины), 123 числились безработными (57 мужчин и 66 женщин). Среди 554 трудоспособных неактивных граждан 70 были учениками либо студентами, 304 — пенсионерами, а ещё 180 — были неактивны в силу других причин.
На протяжении 2010 года в коммуне числилось 988 облагаемых налогом домохозяйств, в которых проживало 2285,5 человек. При этом медиана доходов составила 16 554 евро на одного налогоплательщика.